# アンの愛情
『アンの愛情』（アンのあいじょう、原題：Anne of the Island）は、ルーシー・モード・モンゴメリによる『赤毛のアン』シリーズの第3作である。物語は、アン・シャーリーがプリンスエドワード島アボンリーのグリーンゲイブルズを初めて離れ、ノバスコシア州キングスポートにあるレドモンド大学に入学するところから始まる。
前作の『アンの青春』において、アヴォンリーでの賑やかな生活に対して、今作ではレドモンド大学における修士生（B.A.）として、勉学、社交、恋が焦点となっている。ロマンス的な要素が最も強く、また当時のカナダにおける大学生活の描写という点でも興味深い。アンの18～22歳時を描いている。

## タイトル
プリンスエドワード島を離れて勉強している間、特に生まれ故郷を訪れた時、アンはこの島を真の故郷だと改めて実感する。彼女は何度も「ブルーノーズ」（ノバスコシア州生まれの人々の愛称、極端に清教徒的で道徳的に喧しいことから、堅苦しいと言われることも多い人達）であることを否定し、自分は根っからの島民だと考えている。

## あらすじ
アンはグリーン・ゲイブルズとアボンリーの教師の職を離れ、ノバスコシア州キングスポートにあるレドモンド・カレッジでさらに学ぶという、かつての夢（ 『赤毛のアン』では諦めていた）を追いかけることにする。ギルバート・ブライスとチャーリー・スローンも入学し、クイーンズ・アカデミー時代のアンの友人プリシラ・グラントも入学する。入学から1週間後、アンは美しい少女フィリッパ・ゴードンと親しくなり、彼女の軽薄な振る舞いに魅了される。フィリッパ（愛称フィル）は、アンの故郷であるノバスコシア州ボリングブルック出身である。
少女たちは最初の1年間を寄宿舎で過ごし、その後、キャンパス近くの素敵なコテージ「パティーズ・プレイス」に居を構えることにした。一方、アンの幼なじみルビー・ギリスは、真実の愛を見つけた直後に結核で亡くなる。
レドモンド校で2年生になった少女たちは、クイーンズの同級生ステラ・メイナードと彼女の「ジムジーおばさん」（付き添い）と共にパティーズ・プレイスで幸せに暮らし、アヴォンリーでの生活は続いていく。ダイアナ・バリーはフレッド・ライトと結婚し、デイビーとドーラはマリラを忙しくさせ続けている。
大学生活の半ば、アンをずっと想い続けていたギルバート・ブライスはプロポーズするが、アンはそれを断る。ギルバートとアンはとても親しいものの、アンは真実の愛（背が高く、肌が黒く、ハンサムで、謎めいた主人公が登場する）についての感傷的な空想に浸り、ギルバートへの本当の気持ちに気づいていない。ギルバートは傷心のまま去り、二人は次第に疎遠になっていく。
その後、アンは、レドモンド大学のハンサムな学生、ロイ・ガードナーの求愛を受け入れる。彼は彼女に愛情と詩的な仕草を惜しみなく注ぎ込む。しかし、2年後に彼からプロポーズを受けた時、アンはロイが自分の人生に本当にふさわしい人間ではないことに、そして自分が子供の頃の理想を体現した彼という イメージに恋をしていただけだったことに、突然気づく。
アンはロイへの接し方を深く恥じ、レドモンドでの経験を全て無駄にしてしまったのではないかと恐れる。グリーン・ゲイブルズに戻り、「本格的な学士課程」を修了するが、少し寂しさを感じる。ダイアナは第一子を出産し、旧友のジェーン・アンドリュースはウィニペグの富豪と結婚する。
秋にサマーサイド校の校長に就任するオファーを受けたアンは、夏休みの間、暇を持て余していた。そんな時、ギルバートがチフスで重病を患っていることを知る。衝撃を受けたアンは、ギルバートへの真の想いの深さに気づき、自分の気持ちを悟られないまま彼が死んでしまうのではないかと不安に駆られ、一夜を過ごす。翌朝、アンはギルバートが生き延びることを知り、感謝する。ギルバートは夏休みの間に回復し、フィルからの手紙でアンとロイの間には何もないことを保証され、力づけられる。ギルバートとアンはグリーン・ゲイブルズを何度か訪れた後、夏の終わりにヘスター・グレイの庭を散歩し、ついに婚約する。

## 登場人物

### レドモンド大学（キングスポート）
アン・シャーリー
本編の主人公。細身の長身で、灰色の眼をした女性。コンプレックスであった赤毛は、前作辺りから褐色に近くなっている。社交的で、面倒見が良く、かつ幾何以外の学問一般が得意。見た目よりも不思議な魅力を持つとされている。
ギルバート・ブライス
アヴォンリーでの小学校以来の友人。第1作における劇的な関係修復以降、第2作では良き友人、ライバルとして振舞っていたが、変わらずアンの事を愛しく思っている。アンのレドモンド入学に合わせて入学し、クイーン学院時代同様に同級生にして最大のライバルとなる。黒髪で長身、ハンサムでもあり、女生徒からの人気も高く、1年の級長にも選ばれ、レドモンドの中心人物ともなる。アンに拒絶される事を恐れ、友人として振舞う。
プリシラ・グラント
クイーン学院時代の同級生で、カーモディの小学校で教鞭を執っていた。アンと共に入学し、同居人となり、大学生活の多くを共にすることになる。
ステラ・メイナード
アン、プリシラ、ギルバートなどのクイーン学院時代の同級生。2年次に編入してきて、アンとプリシラと共に家を借りて住むことを提案する。パティの家において、アン、プリシラ、フィリパと同居する。
チャーリー・スローン
第1作以来、変わらずにアンを崇拝し続ける同級生で、アンやギルバートと同時に入学する。成績やルックスはあまり良くなく、作中でも笑いものになる事も多い。作中でアンに求婚するが、問題にもされなかった。
フィリパ・ゴードン
今作で新しく登場したアンの友人。アンと同じくノヴァ・スコシアのボーリングブローク生まれ。アンとプリシラにふとしたことで出会い、そのまま友人となり、アンとプリシラが新しい借家を探した際に懇願して同居人となる。美人で崇拝者も多く、大学の社交界における中心人物であるが、特にアンに魅了されているためにアンやプリシラを連れ回し、アンを大学の中心人物の一人にするのに大きな役割を果たした。アレックとアランゾという甲乙付けがたい求婚者がいるという贅沢な悩みを持つが、良く言って天真爛漫、悪く言えば子供っぽい性格である。大学生活において成長し、真の愛を見つける。
ロイヤル・ガードナー
長身で眉目秀麗、上品な容貌で音楽的な声と、アンが夢見ていた理想通りの男性。アンが3年生の時に雨の日にロマンティックな出会いをし、共に恋に落ちる。ノヴァスコアシアでも一番金持ちで貴族的な家の生まれ。アンに求婚する。
ジェムシーナ伯母さん
ステラの伯母で、娘が結婚して一人になったために、ステラの提案でアンたち4人の借家「パティの家」に同居し、身の回りの世話をすることになる。アンたちとは良い話相手となる。
ミス・パティ&ミス・マリア
アンたちステラと共に住む家の持ち主。姉妹で住んでいる。世界一周旅行を計画しており、借家人を探していたが、気に入る人が来ず、旅費の面で特に必要でもないので、断り続けていた。アンにとって運命的な出会いをし、何から何までアンのお気に入りであったために、アンたちに家を貸す事を同意し、また旅程を伸ばしたために、アンは最後まで家を借りる事ができた。

### アヴォンリー
マリラ・カスバート
アンをかつて引き取った兄妹の妹。アンのことが愛しいのを隠さないようになっている。眼を悪くしている。前作の最後で、隣人で親友のリンド夫人が寡婦となったのもあり、マリラとアンの家であるグリーン・ゲイブルズで同居することになった。
レイチェル・リンド夫人
子供たちも独立し、夫が亡くなったこともあり、マリラと同居することに。今ではアンに対して愛情を見せている。
デイビー&ドーラ
マリラが前作で引き取った遠縁の双子の兄妹。デイビーはアンの帰郷時や手紙などで登場するが、ドーラは今作では影が薄い。
ダイアナ・バーリー
アンの最初にして最大の友人。非凡な名前、黒髪、ふくよかな体格、裕福な家の娘と、アンにないものを多く持っていたが、ダイアナはアンの非凡な着想や個性に魅了されている。フレッド・ライトと婚約しており、後に結婚する。アンの小説「アビリルのあがない」を製粉メーカーの宣伝用の小説に投稿してしまう。
ルビー・ギリス
金髪で、アヴォンリーでのアンの友人。ギルバートとも仲が良いため、無意識にアンがやきもちを焼く場面もあるが、不治の病がもとで若くして亡くなってしまう。
ジョシー・パイ
アンの友人。パイ一族に共通するように、あまりいい性格とはいえない。

## 作品の舞台
アンが通うことになるレドモンド大学のモデルは、著者が1895年から約1年間通っていたダルハウジー大学で、また同大学が校舎を構える町キングスポートのモデルは、ノヴァ・スコシア州の州都ハリファックスである。

## 備考
- 本作の原題は『Anne of the Island』（島のアン）であるが、作者モンゴメリは当初『Anne of Redmond』（レドモンドのアン）のタイトルで出版する予定であったらしい。しかし、後に出版社の意向で現在のタイトルに変更された。

## 派生作品

### テレビ映画
ミーガン・フォローズの主演による『赤毛のアン』は、初めてプリンス・エドワード島でロケを行ったことで話題となった。　製作、監督、脚本はケビン・サリバン。第3作目はアンの愛情を元にしておらず、オリジナルなストーリーである。
- （1985年）赤毛のアン
- （1988年）続・赤毛のアン アンの青春
- （2000年）赤毛のアン アンの結婚

### コミック
- 『アンの愛情』いがらしゆみこ、くもん出版、1998年 ISBN 978-4774301716